# 白蛇全传
《白蛇全传》（全名：寓言讽世说部前后白蛇全传）是清代末期一名托名为梦花馆主的文人根据民间传说《白蛇传》的大量口头传说与民间戏曲等部分书面作品编撰而成的章回白话小说，该小说的内容与情节都十分浓厚，而且在传说的基础上增添了很多新的元素，使其内容丰富，全面。其中前传四十八回，后传十六回。近代所出现的游戏、电视剧等作品，如《新白娘子传奇》、《青蛇 法海恩仇录》都以本作为蓝本而改编的作品。
作者—梦花馆主生存在科学昌明的时代，根本不相信这些神怪迷信的事实，可他还是把《白蛇传》的唱本改编成了一部志怪小说。

## 解说
1920年代，中国大陆的岳麓书社开始了《白蛇全传》文图本的出售，第一版共印刷了6000册，发行后大受好评，十分得畅销，随后开始断货又发行了好几版，第二版则印刷了2万多册，后来又随之出现了各种不同封面的版本。该书的文字原摘自《寓言讽世说部前后白蛇全传》（民国上海广益书局印本）作为底本，第一版内还附录了明朝冯梦龙所著作的《白娘子永镇雷峰塔》，以及清朝玉山主人所作的短篇小说《雷峰塔奇传》（1806年），岳麓书社就将此三篇小说收录在初版的《白蛇全传》当中，并加上了标点与分段，还修正了原版中一些明显的缺陷。其中的插画主要摘自于《寓言讽世说部前后白蛇全传》（民国上海广益书局印本）、《绘本白蛇奇传》（清光绪十九年石印本）以及《雷峰塔奇传》（清嘉庆十一年刊本）等版本。
双色图文版等版本内均插入了一些雷峰塔、戏曲演员等实景拍摄照片作为参考。
1988年3月，中国书店则以《白蛇传前后集》为书名出版了内文为繁体中文则没有标点的读本。
该作中首次出现了大量的衍生角色，如蜈蚣精、胡媚娘、碧莲、许仕林等都是在本作中唯一第一次出现的。

## 各回章节
| 第一回 仙踪 第二回 游湖 第三回 说亲 第四回 赠银 第五回 踏勘 第六回 讯配 第七回 逼丐 第八回 驿保 第九回 复艳 第十回 客阻 第十一回 辞夥 第十二回 开店 第十三回 散瘟 第十四回 赠符 第十五回 斗法 第十六回 端阳 第十七回 端阳 第十八回 盗草 第十九回 救夫 第二十回 婢争 第二十一回 香迷 第二十二回 聘仙 第二十三回 降妖 第二十四回 虑后 第二十五回 赛盗 第二十六回 惊堂 第二十七回 迷途 第二十八回 痴恋 第二十九回 惊吓 第三十回 京叙 第三十一回 巧换 第三十二回 化檀 第三十三回 开光 第三十四回 水漫 第三十五回 断桥 第三十六回 姑留 第三十七回 二赏 第三十八回 降蜈 第三十九回 指腹 第四十回 产贵 第四十一回 成衣 第四十二回 飞钵 第四十三回 镇塔 第四十四回 剪发 第四十五回 哭塔 第四十六回 收青 第四十七回 见父 第四十八回 祭塔 |  | 第一回 脱胎 第二回 思凡 第三回 假冒 第四回 驱妖 第五回 封王 第六回 产子 第七回 归国 第八回 报信 第九回 征妖 第十回 下狱 第十一回 订婚 第十二回 请母 第十三回 照鉴 第十四回 降魔 第十五回 赐爵 第十六回 升天 |  |